# Harry Macqueen

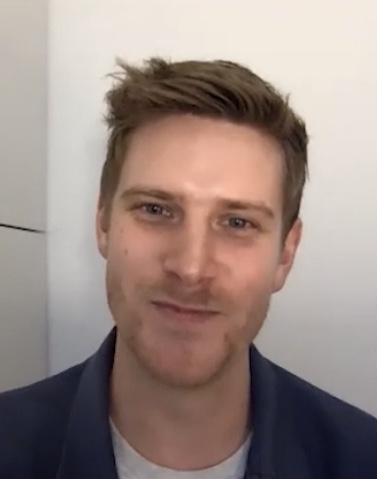
Harry Macqueen, 2021

Harry Macqueen (* 17. Januar 1984 in London) ist ein englischer Bühnen- und Filmschauspieler, Drehbuchautor und Filmregisseur.

## Leben
Harry Macqueen wurde 1984 in London geboren. Nach seinem Schauspielunterricht an der Royal Central School of Speech and Drama und seinem Debüt als Filmschauspieler in Richard Linklaters Film Ich & Orson Welles (Originaltitel Me and Orson Welles) im Jahr 2008,
stellte er mit Hinterland seinen Debütfilm als Drehbuchautor und Regisseur vor.
Im Film Provenance, der im Juni 2017 beim London East End Film Festival seine Premiere feierte, übernahm er eine größere Rolle. Bei den Filmfestspielen von Madrid wurde er im gleichen Jahr für diese Rolle als bester Nebendarsteller ausgezeichnet.
Im September 2020 feierte sein Filmdrama Supernova mit Colin Firth und Stanley Tucci in den Hauptrollen beim San Sebastian International Film Festival seine Weltpremiere, wo der Film für die Goldene Muschel nominiert war.

## Filmografie (Auswahl)
- 2010: The Dark Room (Kurzfilm)
- 2010: The Drift  (Kurzfilm)
- 2010: Matchmaker (Kurzfilm)
- 2012: Plastic Love  (Kurzfilm)
- 2013: Blackbird  (Kurzfilm)
- 2013: Hinterland (auch Regie und Drehbuch)
- 2017: Provenance
- 2020: Supernova (Regie und Drehbuch)

## Auszeichnungen (Auswahl)
Internationales Filmfestival Peking
- 2015: Nominierung als Bester Film für den Forward Future Award (Hinterland)

Madrid International Film Festival
- 2017: Auszeichnung mit dem Preis der Jury als Bester Nebendarsteller (Provenance)
- 2017	Auszeichnung als Bester Nebendarsteller (Provenance)

Raindance Film Festival
- 2014: Nominierung für den Preis der Jury in der Kategorie Best UK Feature (Hinterland)

San Sebastian International Film Festival
- 2020: Nominierung für die Goldene Muschel (Supernova)[4]